# El Sabinar
El Sabinar és una localitat murciana integrada administrativament en la pedanía de San Bartolomé, del municipi de Moratalla. Segons el cens de 2005, compte amb 420 habitants. El Sabinar és nexe de comunicacions entre les pedaníes de Camp de San Juan (per Archivel o Moratalla), Zaén i Benizar, o el municipi de Nerpio, ja a Albacete. Es tracta d'un paratge singular en la Comunitat de Múrcia: una depressió freda amb extensos camps mesetaris en els quals es troben les poblacions més meridionals de la península Ibérica de la sabina albar.
A aquest poble neix el riu Alhárabe.